# Іван Алехо
Іван Алехо (ісп. Iván Alejo, нар. 10 лютого 1995, Вальядолід) — іспанський футболіст, півзахисник клубу «Кадіс». Грав за юнацьку збірну Іспанії.

## Клубна кар'єра
Народився 10 лютого 1995 року в місті Вальядолід. Вихованець юнацьких команд місцевого «Реал Вальядолід», а з 2011 року продовжив навчання в кантері мадридського «Атлетіко».
У дорослому футболі дебютував 2014 року виступами за третю команду «Атлетіко», того ж року почав грати за «Атлетіко Мадрид Б» у третьом іспанському дивізіоні. 
Сезон 2015/16 провів також у Сегунді Б, захищаючи кольори другої команди «Вільярреала», після чого протягом сезону грав у другому дивізіоні за «Алькоркон».
2017 року дебютував у Ла-Лізі, де протягом сезону грав за «Ейбар».
Після цього повернувся до виступів на рівні друго дивізіону іспанської першості, де захищав кольори «Хетафе», «Малаги», а з серпня 2019 року — «Кадіса». В сезоні 2019/20 допоміг останній команді здобути підвищення в класі і повернувся у її складі до Ла-Ліги.

## Виступи за збірну
2013 року дебютував у складі юнацької збірної Іспанії (U-19), загалом на юнацькому рівні взяв участь у 12 іграх.

## Статистика виступів

### Статистика клубних виступів
Станом на 1 вересня 2020
| Сезон             | Команда             | Чемпіонат         | Чемпіонат | Чемпіонат | Національний кубок | Національний кубок | Національний кубок | Континентальні кубки | Континентальні кубки | Континентальні кубки | Інші змагання | Інші змагання | Інші змагання | Усього | Усього |
| Сезон             | Команда             | Ліга              | Ігор      | Голів     | Ліга               | Ігор               | Голів              | Ліга                 | Ігор                 | Голів                | Ліга          | Ігор          | Голів         | Ігор   | Голів  |
| ----------------- | ------------------- | ----------------- | --------- | --------- | ------------------ | ------------------ | ------------------ | -------------------- | -------------------- | -------------------- | ------------- | ------------- | ------------- | ------ | ------ |
| 2014–15           | «Атлетіко Мадрид Б» | СДБ               | 22        | 1         | -                  | -                  | -                  | -                    | -                    | -                    | -             | -             | -             | 22     | 1      |
| 2015–16           | «Вільярреал Б»      | СДБ               | 15+2      | 1         | -                  | -                  | -                  | -                    | -                    | -                    | -             | -             | -             | 17     | 1      |
| 2016–17           | «Алькоркон»         | СД                | 28        | 1         | КІ                 | 7                  | 2                  | -                    | -                    | -                    | -             | -             | -             | 35     | 3      |
| 2017–18           | «Ейбар»             | ПД                | 22        | 1         | КІ                 | 0                  | 0                  | -                    | -                    | -                    | -             | -             | -             | 22     | 1      |
| 2018-січ. 2019    | «Хетафе»            | ПД                | 4         | 0         | КІ                 | 3                  | 0                  | -                    | -                    | -                    | -             | -             | -             | 7      | 0      |
| січ.-черв. 2019   | «Малага»            | СД                | 12        | 0         | КІ                 | -                  | -                  | -                    | -                    | -                    | -             | -             | -             | 12     | 0      |
| 2019–20           | «Кадіс»             | СД                | 31        | 1         | КІ                 | 2                  | 0                  | -                    | -                    | -                    | -             | -             | -             | 33     | 1      |
| Усього за кар'єру | Усього за кар'єру   | Усього за кар'єру | 134+2     | 5         |                    | 12                 | 2                  |                      | -                    | -                    |               | -             | -             | 148    | 7      |